# Sikken voldsom trængsel og alarm
"Sikken voldsom trængsel og alarm", også kendt som "Julestemning" eller "Juleaften, aah hvor er du sød", er en dansk julesang skrevet af Peter Faber i 1848. Melodien er oprindelig komponeret af den østrigske komponist Adolf Müller til Johann Nestroys tryllespil Lumpazivagabundus fra 1833.

## Historie
Sangens melodi tilskrives ofte Emil Horneman, men den nu kendte melodi stammer fra Adolf Müllers version. Det er uvist hvorfor Emil Horneman tilskrives som den oprindelige komponist til julesangen. Musikken til julesangen udkom hos Horneman & Erslev under titlen Udvalgte Sange for én Syngestemme med Accompagnement af Pianoforte eller Guitar. I Müllers østrigske version har melodien en mellemdel, der ikke findes i den danske, inden gentagelsen af versets sidste ord finder sted.
Oprindeligt var julesangen “Sikken voldsom trængsel og alarm” skrevet til privat brug, men i dag er det blevet en gængs julesang i de danske hjem.

## Handling
"Sikken voldsom trængsel og alarm" beskriver den trængsel og forvirring man også dengang i 1800-tallet oplevede i dagene op til jul. Det er blandt andet de sidste gøremål som indkøb af julegaver og julemad, der skal klares sammen med mange andre mennesker i gadebilledet inden juleaften. Eksempler på den travle juletid beskrives med varer til indkøbspris, at det er koldt og julemaden der prises ved bordet. Ligeledes fortælles det hvordan børn og voksne danser om juletræet hvor de voksne mindes den særlige julestemning man oplever som barn. Teksten skaber et levende billede af den pulserende og hektiske aktivitet omkring julen, der særligt understreges af de behændige slutlinjer i sangens vers.

## Tekst
| Original tekst fra 1877 | Nutidig tekst |
| --- | --- |
| Sikken voldsom Trængsel og Allarm, Det er koldt, og man maa gaa sig varm. Lygten tændes Klokken Fire alt, Det skal være Aften med Gevalt. Midt paa Gaden sælges Træer og Frugt, Se Butikken, hvor den straaler smukt! Varer kan man faa i Tusindvis, Tænk Dem bare, under Indkjøbspris. | Sikken voldsom trængsel og alarm, det er koldt, og man må gå sig varm. Lygten tændes klokken fire alt, det skal være aften med gevalt. Midt på gaden sælges træ'r og frugt, se butikken, hvor den stråler smukt! Varer kan man få i tusindvis, tænk Dem bare: under indkøbspris. Pris, pris, pris, pris, pris, pris, tænk Dem bare: under indkøbspris, pris, pris, pris, pris, pris, tænk Dem bare: under indkøbspris! |
| Haandværksmanden han maa holde her, Kunstneren har ogsaa sit Besvær, Og hans Værker spredes vidt omkring, Taket være Horneman og Bing! Man af Kundskabsvæsnet daglig ser, At Poeterne bli’er fler’ og fler’. Selv min lille bly, forfrosne Fugl Kviddrer med i Dag, for det er Jul.     | Håndværksmanden han må holde her, kunstneren har også sit besvær. Og hans værker spredes vidt omkring, takket være Hornemann og Bing! Man af kundskabsvæsnet daglig ser, at poeterne bli'r fler og fler. Selv min lille bly forfrosne fugl kvidrer med i dag, for det er jul. Jul, jul, jul, jul, jul, jul, kvidrer med i dag, for det er jul, jul, jul, jul, jul, jul, kvidrer med i dag, for det er jul,             |
| Pyntet smukt af en usynlig Haand, Staar nu Træet dér med Lys og Baand Døren aabnes, og man strømmer ind, Kredsen sluttes med begeistret Sind. Børnene de hoppe rask afsted, Bedstefader han er ogsaa med ; Lad os tage Del i deres Sang, Brødre, vi var ogsaa Børn en Gang.             | Pyntet smukt af en usynlig hånd står nu træet der med lys og bånd. Døren åbnes, og man strømmer ind, kredsen sluttes med begejstret sind. Børnene de hopper rask af sted, bedstefader han er også med, lad os tage del i deres sang, brødre, vi var også børn engang. Gang, gang, gang, gang, gang, gang, brødre, vi var også børn engang, gang, gang, gang, gang, gang, brødre, vi var også børn engang.              |
| Juleaften, o hvor er Du sød, Saa skal alle Folk ha’e Risengrød, Æbleskiven bliver flittigt vendt, Gaasestegen er til Bag’ren sendt. Bonden sidder tidlig ved sit Fad, Sikken Guds Velsignelse af Mad ; Lænkehunden selv faar dobbelt Sul, Den skal ogsaa vide, det er Jul.              | Juleaften, o hvor er du sød, så skal alle folk ha' risengrød, æbleskiven bliver flittigt vendt, gåsestegen er til bag'ren sendt. Bonden sidder tidligt ved sit fad, sikken Guds velsignelse af mad, lænkehunden selv får dobbelt sul, den skal også vide, det er jul. Jul, jul, jul, jul, jul, jul, den skal også vide, det er jul, jul, jul, jul, jul, jul, den skal også vide, det er jul.                           |
| Naar man ikke er en doven Krop, Staar man Julemorgen tidlig op. Klokken kimer, Gaden er saa glat, Kirken lyser i den stille Nat. Indenfor er Sang og festlig Fred, Og man føler sig saa vel derved, Allerhelst naars Præknen ikke du’r, Thi saa faar man sig en lille Lur.              | Når man ikke er en doven krop, står man julemorgen tidligt op. Klokken kimer, gaden er så glat, kirken lyser i den stille nat. Indenfor er sang og festlig fred, og man føler sig så vel derved, allerhelst når præk'nen ikke du'r, thi så får man sig en lille lur. Lur, lur, lur, lur, lur, lur, thi så får man sig en lille lur, lur, lur, lur, lur, lur, thi så får man sig en lille lur.                          |
| Op ad Dagen gaar man Byen rundt, Trækker Veiret lidt, det er saa sundt. Alle FOlk er i den nye Stads, Men om Aft’nen er der fint Kalads. Gud velsigne den, som først opfandt Det at lege Jul og give Pant. Unge Pige, lad os lege Skjul, Giv mig kun et Kys, det er jo Jul.             | Op ad dagen går man byen rundt, trækker vejret lidt, det er så sundt. Alle folk er i den nye stads, men om aftnen er der fint kalas. Gud velsigne den, som først opfandt det at lege jul og give pant. Unge pige, lad os lege skjul, giv mig kun et kys, det er jo jul. Jul, jul, jul, jul, jul, jul, giv mig kun et kys, det er jo jul, jul, jul, jul, jul, jul, giv mig kun et kys, det er jo jul.                   |
| Du som skjænte os den skjønne Fest, Hvad der baader os, det véd Du bedst Dog jeg har det Haab, at før jeg dør, Du ei nægter mig en vis Favør. Drei lun Universet helt omkring, Ven kun op og ned paa alle Ting, Jorden med, thi den er falsk og hul, Rør blot ikke ved min gamle Jul.   | Du som skænkte os den skønne fest, hvad der båder os, det ved du bedst, dog har jeg det håb, at - før jeg dør - du ej nægter mig en vis favør: Drej kun universet helt omkring, vend kun op og ned på alle ting, jorden med, thi den er falsk og hul, rør blot ikke ved min gamle jul. Jul, jul, jul, jul, jul, jul, rør blot ikke ved min gamle jul, jul, jul, jul, jul, jul, rør blot ikke ved min gamle jul.        |

## Melodi
I hæftet “Udvalgte Sange for én Syngestemme med Accompagnement af Pianoforte eller Guitar“ er melodien noteret i F-dur, 3/4 og har en ambitus på en undecim. 